# Slåttö
Slåttö är en halvö i Åland (Finland). Den ligger i den östra delen av landskapet, 70 km nordost om huvudstaden Mariehamn. Slåttö ligger på ön Brändö.